# اوگو مایزل
اوگو مایزل (آلمانی: Hugo Meisl; ۱۶ نوامبر ۱۸۸۱ – ۱۷ فوریهٔ ۱۹۳۷) مربی و داور فوتبال اهل اتریش بود.
وی در این خانواده یهودیی در بوهم به دنیا آمد در سال ۱۸۹۳ برای کار به وین رفت اما علاقه‌مند به فعالیت در ورزش فوتبال شد و در بازی‌های المپیک تابستانی ۱۹۱۲ به عنوان داور در مسابقات حضور یافت، مایزل سپس مربی‌گری را آغاز کرد و مربی تیم ملی اتریش-مجارستان شد، وی از سال ۱۹۱۹ تا ۱۹۳۷ میلادی سرمربی تیم ملی فوتبال اتریش بوده و در جام جهانی فوتبال ۱۹۳۴ به مقام چهارم دست یافته است.